# Servins
Servins (flämisch: Sarwin) ist eine französische Gemeinde mit 1.146 Einwohnern (Stand: 1. Januar 2022) im Département Pas-de-Calais in der Region Hauts-de-France. Sie gehört zum Arrondissement Lens und zum Kanton Bully-les-Mines. Servins ist Mitglied im Gemeindeverband Lens-Liévin. Die Einwohner werden Servinois genannt.

## Geographie
Die Gemeinde liegt etwa 20 Kilometer westlich von Lens in der Landschaft Gohelle. Umgeben wird Servins von den Nachbargemeinden Hersin-Coupigny im Norden, Bouvigny-Boyeffles im Nordosten, Gouy-Servins im Osten, Villers-au-Bois im Südosten, Camblain-l’Abbé im Süden, Estrée-Cauchy im Südwesten und Westen sowie Fresnicourt-le-Dolmen im Westen und Nordwesten.

## Bevölkerungsentwicklung
| Jahr                       | 1962 | 1968 | 1975 | 1982 | 1990 | 1999 | 2006 | 2012 | 2020 |
| Einwohner                  | 490  | 520  | 473  | 618  | 803  | 882  | 1027 | 1102 | 1133 |
| Quellen: Cassini und INSEE |      |      |      |      |      |      |      |      |      |

## Sehenswürdigkeiten
- Kirche Saint-Martin aus dem 18. Jahrhundert, seit 1969 Monument historique
- Kapelle Hannedouche, 1681 erbaut auf dem Fundament eines früheren Baus aus dem 15. Jahrhundert, Monument historique seit 1989
- Steinkreuz, Monument historique seit 1969

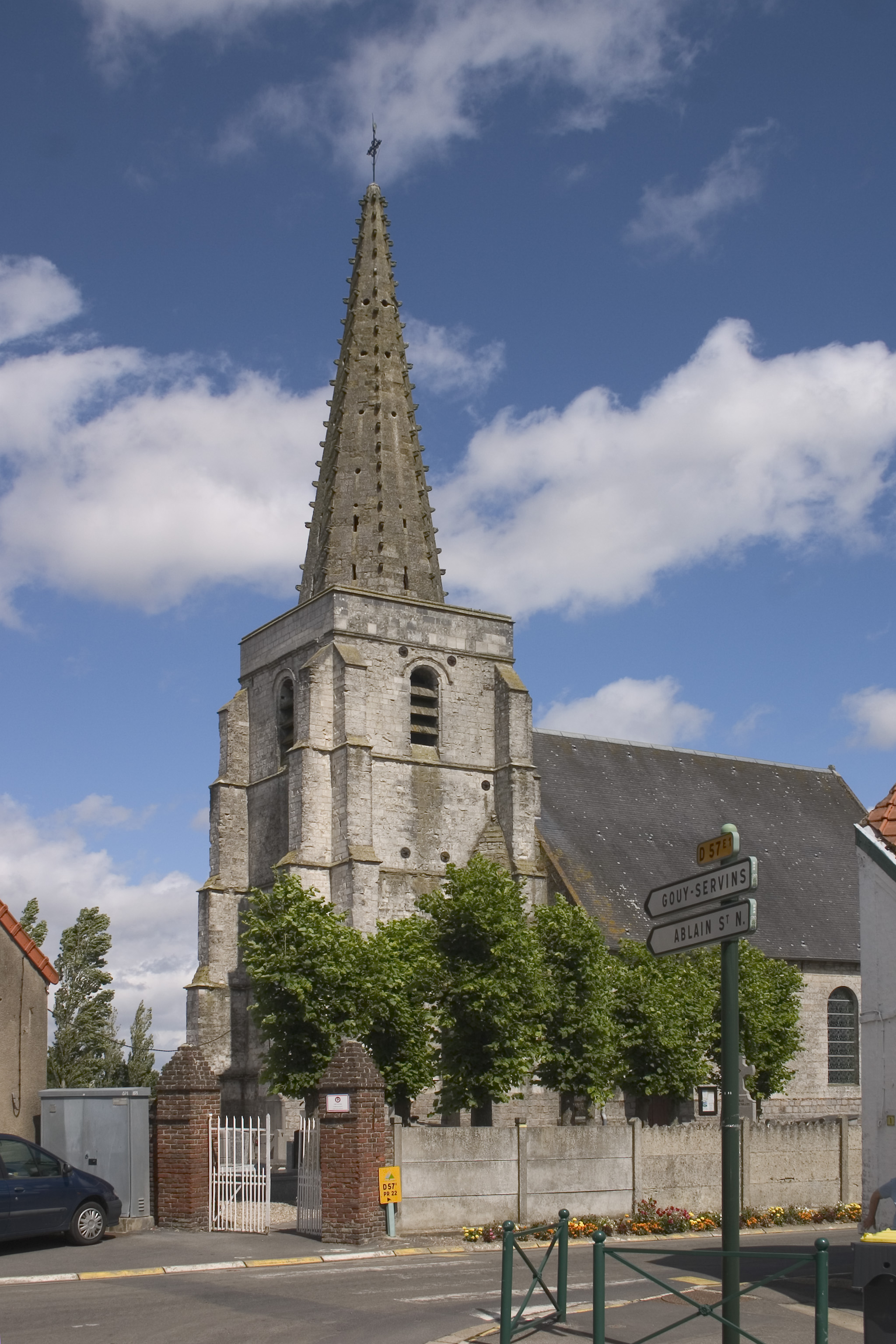
Kirche Saint-Martin
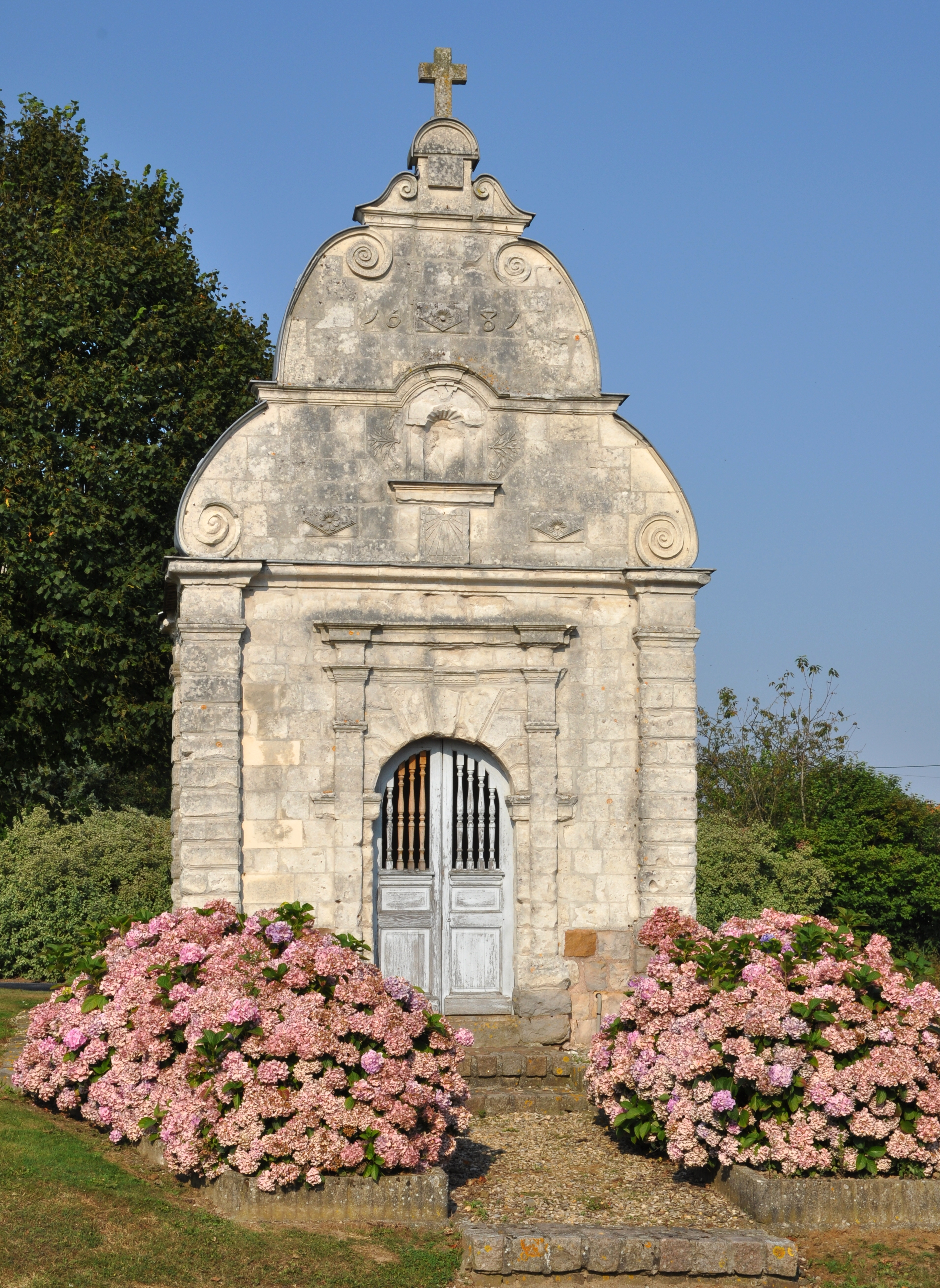
Kapelle Hannedouche